# 2002년 아시아 여자 핸드볼 선수권 대회
제9회 아시아 여자 핸드볼 선수권 대회는 2002년 7월 26일부터 31일까지 카자흐스탄 알마티에서 열렸다. 이 대회는 2003년 세계 여자 핸드볼 선수권 대회 예선을 겸했다.

## 조 편성
| A조                      | B조               |
| 대한민국                 | 일본              |
| 중화인민공화국           | 카자흐스탄        |
| 조선민주주의인민공화국 * | 차이니스 타이페이 |
| 투르크메니스탄           | 우즈베키스탄      |